# Дель Фора, Герардо ди Джованни
Герардо ди Джованни дель Фора (итал. Gherardo di Giovanni del Fora; 1445, Флоренция, Флорентийская республика — Флоренция, Флорентийская республика — 1497, там же) — итальянский художник флорентийской школы.

## Биография
Герардо ди Джованни дель Фора является сыном скульптора Нанни ди Миниато ди Герардо, по прозвищу «Фора». Работал вместе со своими братьями художниками Монте и Барталамео. Известны его живописные работы, мозаики. Его талант художника проявился в богато иллюстрированных рукописных книгах для флорентийских монастырей. В его миниатюрах особо чувствуется влияние Доменико Гирландайо и Леонардо да Винчи, немецких и фламандских школ, характерных высоким качеством цвета.
Герардо ди Джованни дель Фора включен Джорджо Вазари в книгу Жизнеописания наиболее знаменитых живописцев, ваятелей и зодчих

## Галерея

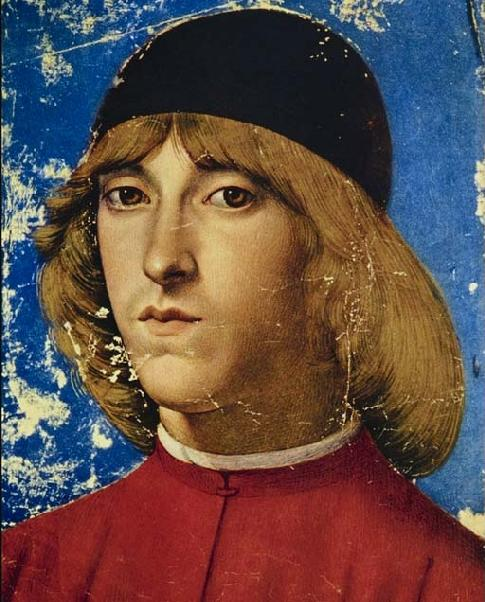
Портрет Пье́ро II ди Лоре́нцо де Ме́дичи
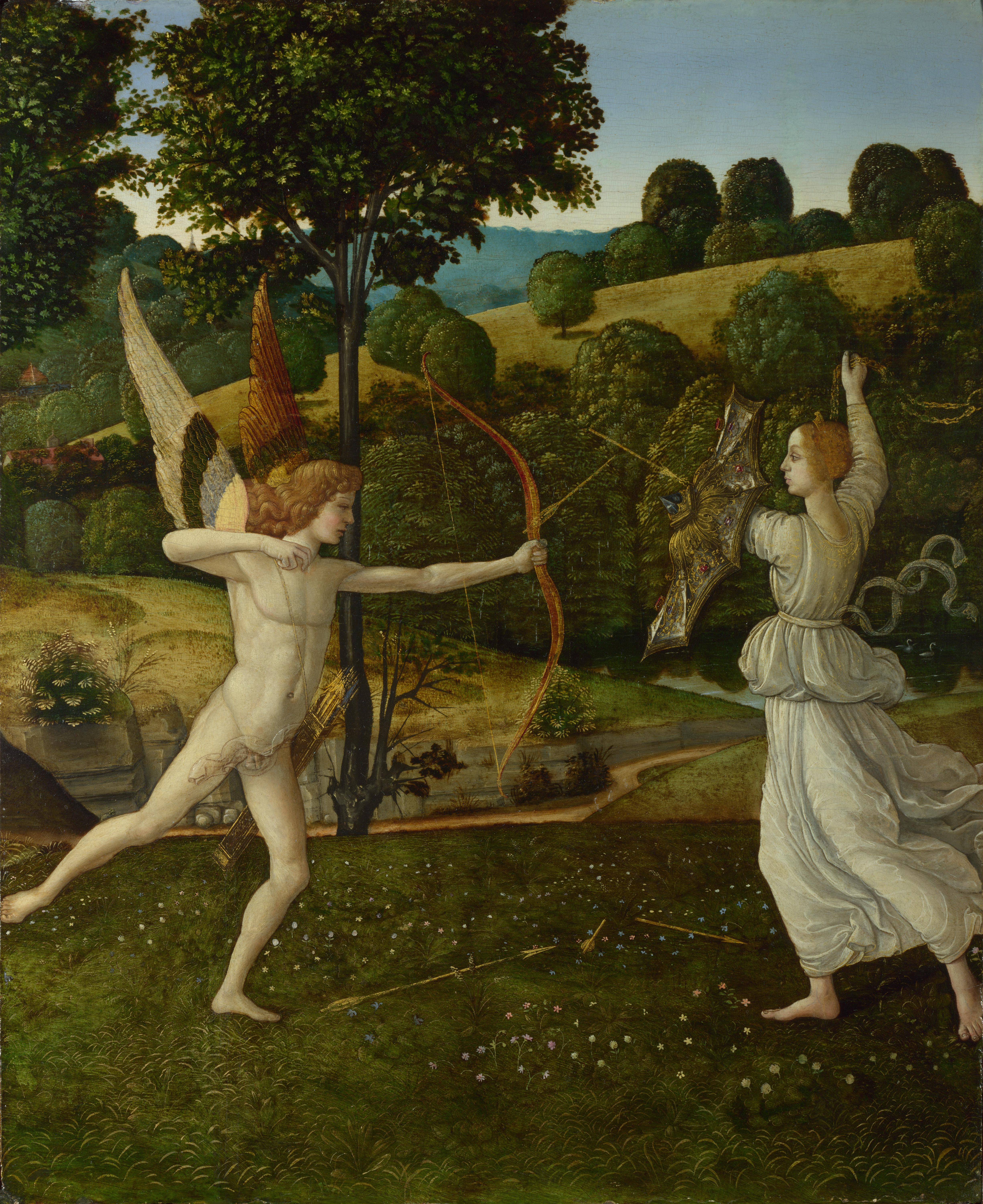
Борьба любви и целомудрия
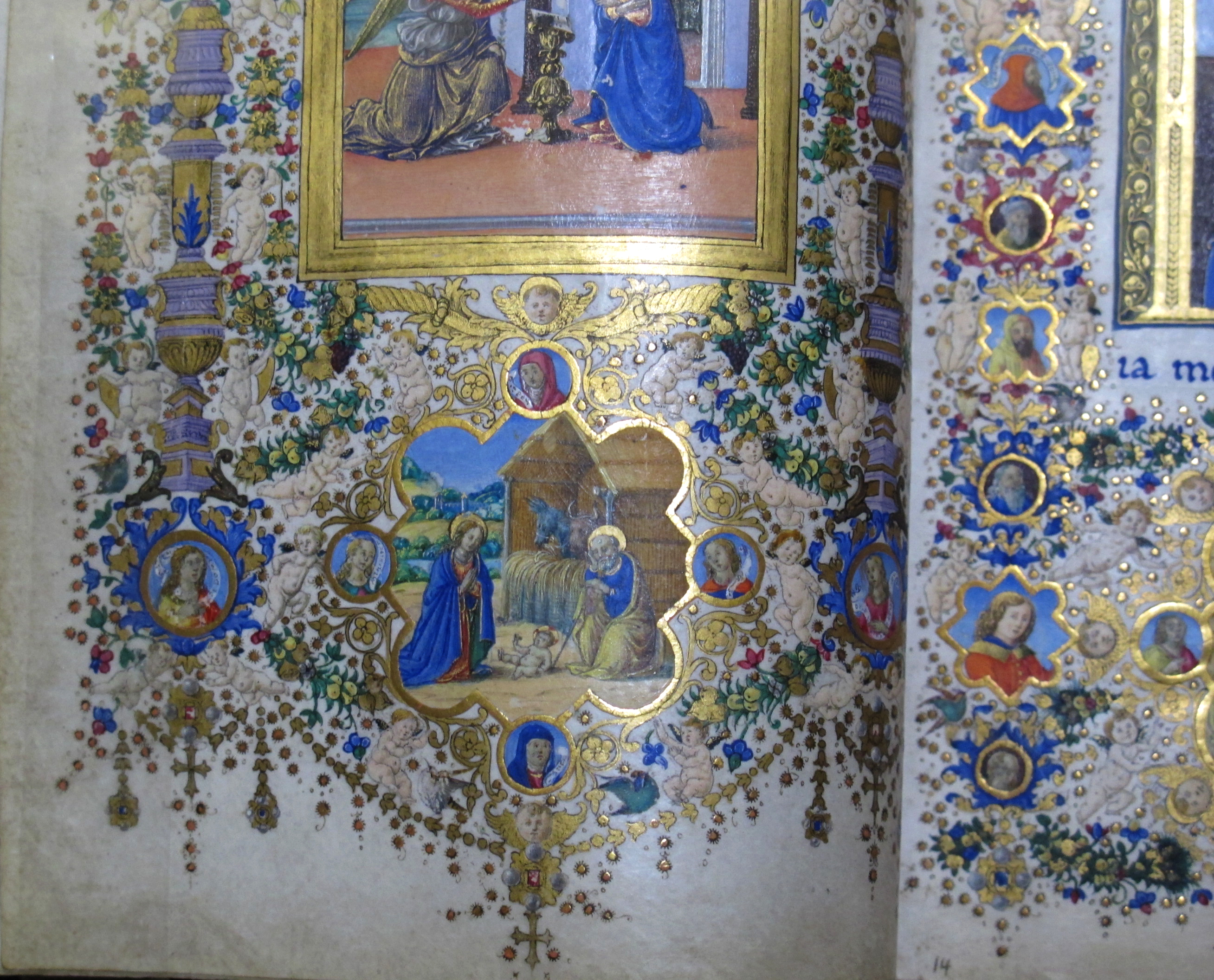
«Часослов» Луизы де Медичи, 1485.
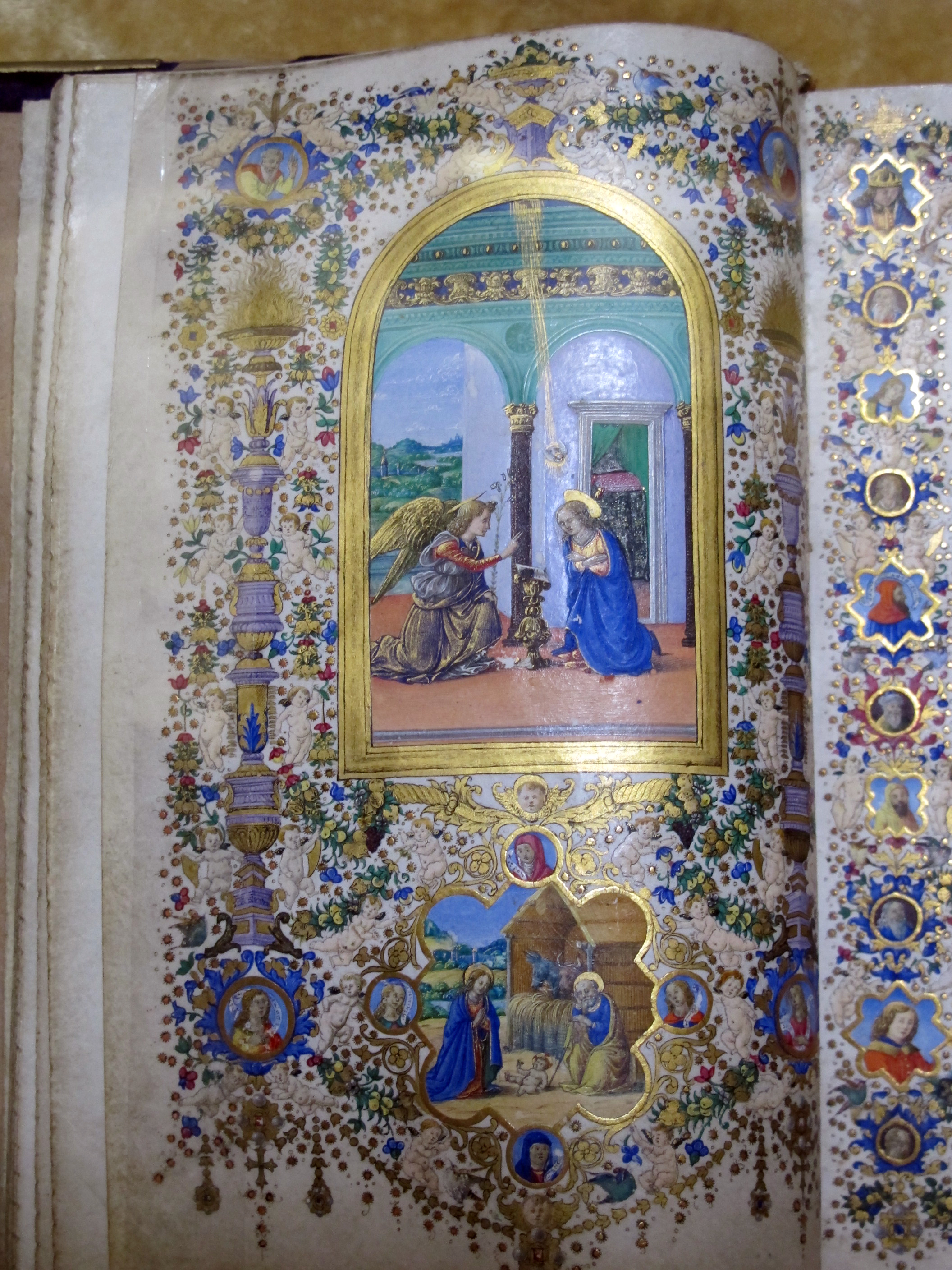
«Часослов» Луизы де Медичи, 1485.
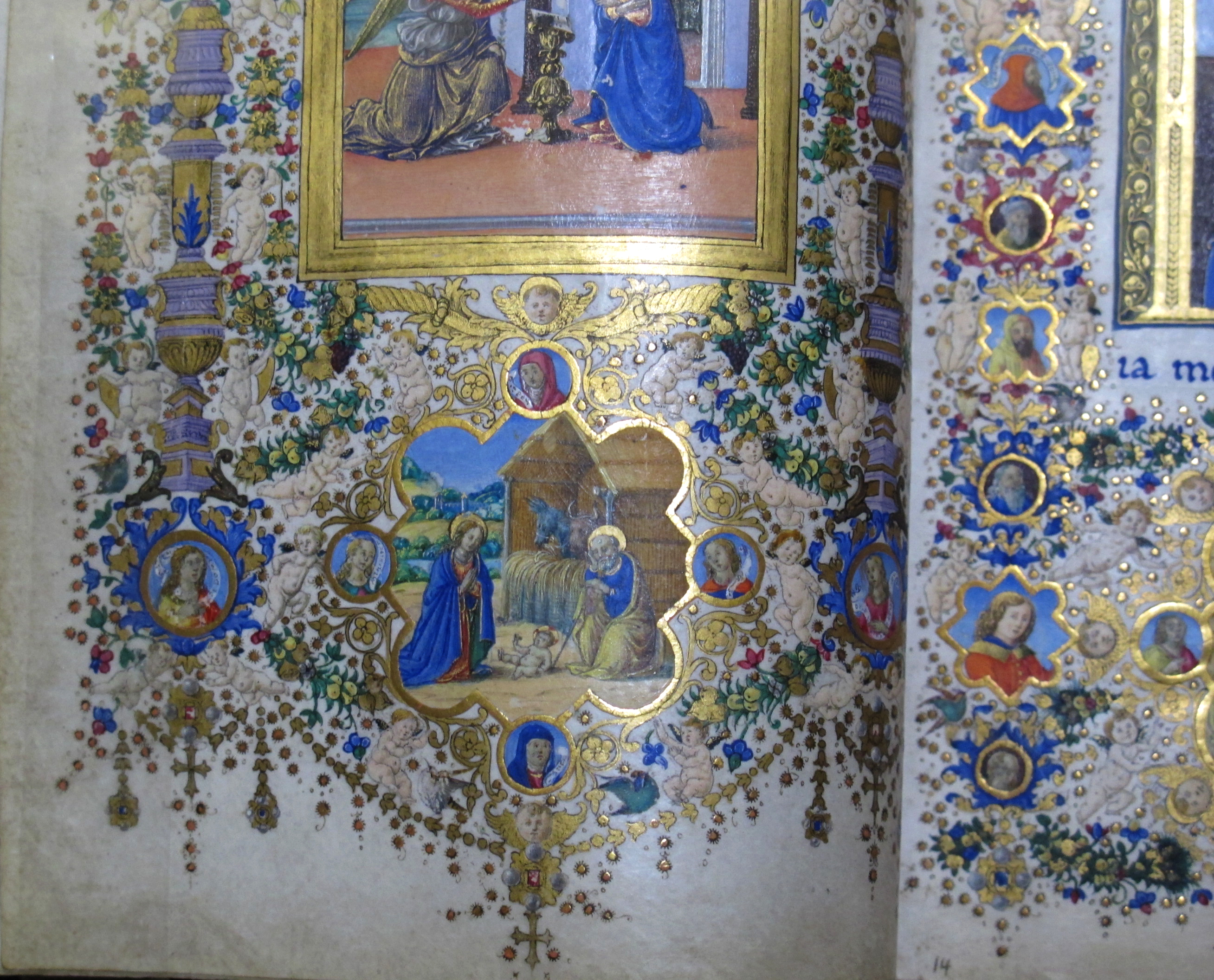
«Часослов» Луизы де Медичи, 1485.
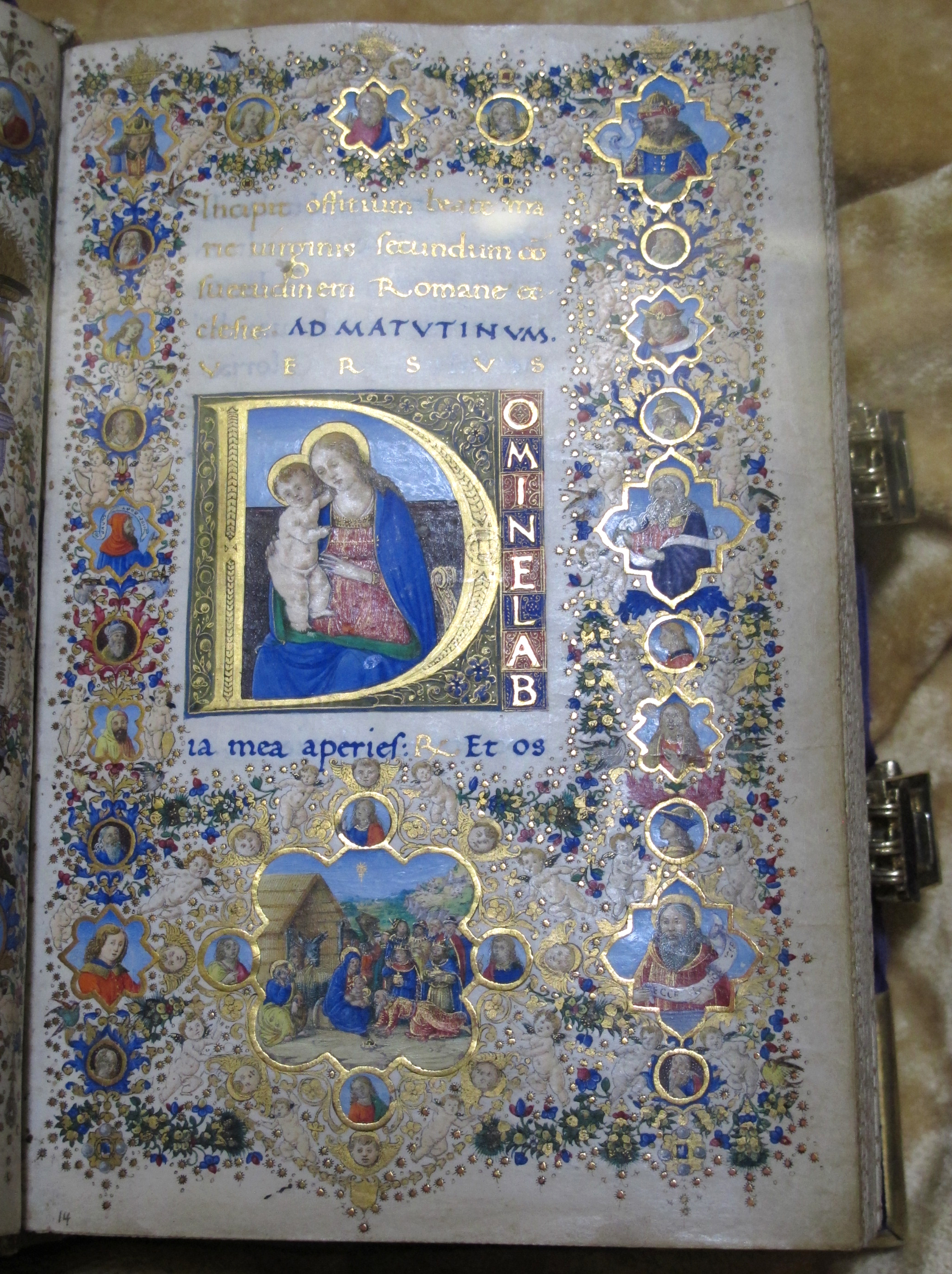
«Часослов» Луизы де Медичи, 1485.
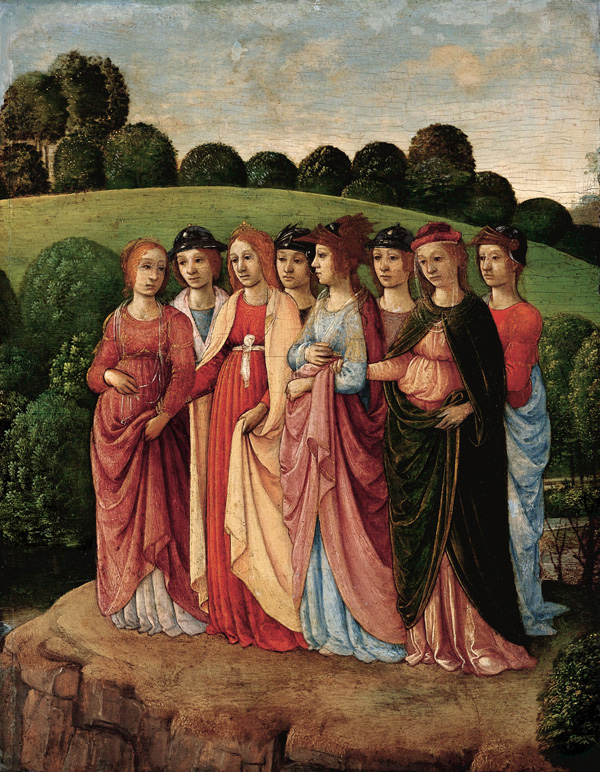
Целомудренные женщины